# Річард Норріс Вільямс
Річард Норріс Вільямс (англ. R. Norris Williams; 29 січня 1891 — 2 червня 1968) — колишній американський тенісист.
Найвищу одиночну позицію світового рейтингу — 2 місце досяг 1916 року (за даними ITHF).
Здобув 26 одиночних титулів.
Перемагав на турнірах Великого шолома в одиночному, парному та змішаному парному розрядах.
У 1912 р. вижив після загибелі  "Титаніка". Він вцілів після багатогодинного плавання у крижаній воді, попри наполегливі рекомендації лікарів, відмовився від ампутації майже відморожених ніг і в 1913 р. легкою ходою виграв чемпіонат з тенісу Гарвардського університету, а згодом і Вімблдон та US-Open.

## Фінали турнірів Великого шолома

### Одиночний розряд: 3 (2–1)
| Результат | Рік  | Турнір        | Покриття | Суперник         | Рахунок                 |
| --------- | ---- | ------------- | -------- | ---------------- | ----------------------- |
| Поразка   | 1913 | Чемпіонат США | Трава    | Моріс Мак-Лафлін | 4–6, 7–5, 3–6, 1–6      |
| Перемога  | 1914 | Чемпіонат США | Трава    | Моріс Мак-Лафлін | 6–3, 8–6, 10–8          |
| Перемога  | 1916 | Чемпіонат США | Трава    | Білл Джонстон    | 4–6, 6–4, 0–6, 6–2, 6–4 |

### Парний розряд: 7 (3–4)
| Результат | Рік  | Турнір               | Покриття | Партнер         | Суперники                             | Рахунок                  |
| --------- | ---- | -------------------- | -------- | --------------- | ------------------------------------- | ------------------------ |
| Перемога  | 1920 | Вімблдонський турнір | Трава    | Чак Ґарленд     | Алджернон Кінґскоут Джеймс Сесіл Парк | 4–6, 6–4, 7–5, 6–2       |
| Поразка   | 1921 | Чемпіонат США        | Трава    | Вотсон Вошберн  | Вінсент Річардс Білл Тілден           | 11–13, 10–12, 1–6        |
| Поразка   | 1923 | Чемпіонат США        | Трава    | Вотсон Вошберн  | Браян Нортон Білл Тілден              | 6–3, 2–6, 3–6, 7–5, 2–6  |
| Поразка   | 1924 | Вімблдонський турнір | Трава    | Вотсон Вошберн  | Френсіс Гантер Вінсент Річардс        | 3–6, 6–3, 10–8, 6–8, 3–6 |
| Перемога  | 1925 | Чемпіонат США        | Трава    | Вінсент Річардс | Джералд Паттерсон Джон Гоукс          | 6–2, 8–10, 6–4, 11–9     |
| Перемога  | 1926 | Чемпіонат США        | Трава    | Вінсент Річардс | Білл Тілден Алфред Чейпін             | 6–4, 6–8, 11–9, 6–3      |
| Поразка   | 1927 | Чемпіонат США        | Трава    | Білл Джонстон   | Френк Гантер Білл Тілден              | 8–10, 3–6, 3–6           |

### Мікст:1 перемога
| Результат | Рік  | Турнір        | Покриття | Партнер    | Суперники                    | Рахунок        |
| --------- | ---- | ------------- | -------- | ---------- | ---------------------------- | -------------- |
| Перемога  | 1912 | Чемпіонат США | Трава    | Мері Браун | Елеонора Сірс Вільям Клотієр | 6–4, 2–6, 11–9 |